# Моисеев, Иван Григорьевич
Ива́н Григо́рьевич Моисе́ев (1914, Филиппково, Тверская губерния — 21 марта 1945, Германия) — младший сержант Рабоче-крестьянской Красной Армии, участник Великой Отечественной войны, Герой Советского Союза (1945).

## Биография
Иван Моисеев родился в 1914 году в деревне Филиппково (ныне — в Удомельском округе Тверской области). До призыва в армию проживал в Ленинграде. В 1941 году Моисеев был призван на службу в Рабоче-крестьянскую Красную Армию. С сентября того же года — на фронтах Великой Отечественной войны.
К январю 1945 года младший сержант Иван Моисеев командовал орудием 380-го лёгкого артиллерийского полка 200-й отдельной лёгкой артиллерийской бригады 4-й танковой армии 1-го Украинского фронта. Отличился во время освобождения Польши. 12 января 1945 года Моисеев участвовал в наступлении с Сандомирского плацдарма, лично уничтожив 8 пулемётов и 1 наблюдательный пункт. 27 января 1945 года расчёт Моисеева под городом Кёбен (ныне — Хобеня) отразил большое количество немецких контратак, что способствовало успешной переправе советскими частями через Одер. 21 марта 1945 года Моисеев погиб в бою. Похоронен в посёлке Вакенау (ныне Вежбец Опольского воеводства Польши).
Указом Президиума Верховного Совета СССР от 10 апреля 1945 года младший сержант Иван Моисеев посмертно был удостоен высокого звания Героя Советского Союза.

## Награды
- Медаль «Золотая Звезда» Героя Советского Союза и орден Ленина (10.4.1945).
- Орден Славы 3-й степени (9.11.1944)[1].
- Медаль «За отвагу» (30.05.1944)[2].